# Ferugliotherium
Ferugliotherium is een geslacht van uitgestorven zoogdieren uit de orde Gondwanatheria dat voorkwam in het huidige Patagonië. Er is een soort, Ferugliotherium windhauseni, die samen met een aantal minder bekende vormen de familie Ferugliotheriidae vormt. De soort leefde in het Laat-Krijt. 

## Fossiele vondsten
Fossielen zijn gevonden in de Los Alamitos-formatie.

## Kenmerken
Ferugliotherium was ongeveer 70 gram zwaar, waarmee dit dier zo groot als een kleine chipmunk was. Het gebit omvatte laagkronige kiezen en dit wijst er op dat Ferugliotherium hun plantaardige dieet aanvulden met ongewervelden, net als bepaalde multituberculaten en hedendaagse ratkangoeroes. 